# Дуния-Вейцман, Гита
Дуния-Вейцман Гита (18 июля 1887, Мотоль — 1975, Израиль) — израильская пианистка, музыкальный педагог.

## Биография
Родилась в селении Мотоль (Мотыли) около Пинска в Российской империи, ныне Республика Беларусь. Отец, Евзор Хаимович Вейцман (1856—1911), служил чиновником конторы по сплаву леса; мать — Рахиль Михайловна Вейцман (Рахиль-Лея Чемеринская) (1857—1935); сёстры — Мария Евзоровна Вейцман (1893—?, врач), Анна Евзоровна  (1895—1963, врач, химик-органик), Мария (Мерьям) Евзоровна Любжинская (1867—1947), Фрума Евзоровна (зубной врач), Мина Евзоровна (1907—1927); братья — Хаим Евзорович Вейцман (1874—1952, первый президент Израиля), Самуил Евзорович (1881—1939, инженер, расстрелян), Моше Евзорович (1878—1957, химик),  Хиель Евзорович Вейцман (1892—1957, агротехник). В доме Вейцмана царила атмосфера еврейской традиции, в которую, однако, проникли веяния просвещения и идеи еврейского национального возрождения.
Музыкальное образование получала в Варшаве и Киеве. В 1911 эмигрировала в Палестину. А в 1918 вышла замуж за инженера Тувию Дунья. Жила в Хайфе, преподавала музыку. В 1924 г. Гита была среди основателей музыкальной школы в Хайфе, который позднее назывался «консерваторион Дунья-Вейцман». Помимо преподавания в этой музыкальной школе, была преподавателем Консерватории Шуламит в Тель-Авиве. Среди её учеников — Цви Цейтлин, Иври Гитлис и другие.